# Hermann Roeder (Pädagoge)
Hermann Roeder (* 11. Januar 1853 in Magdeburg; † 3. April 1907) war ein deutscher Lehrer, Schulleiter und Schulbuch-Autor für Mathematik.

## Leben
Hermann Roeder wirkte in der Gründerzeit des Deutschen Kaiserreichs ab 1877 als Lehrer im Beamtenverhältnis. Der mit dem Titel Professor Angesprochene wirkte in Hannover unter anderem am städtischen Lyceum I als Oberlehrer. Als solcher publizierte er beispielsweise die 1896 in der Zeitschrift für Mathematik und Physik behandelte Schrift Der Coordinatenbegriff und einige Grundeigenschaften der Kegelschnitte. Zunächst eine Ergänzung zur Neubearbeitung der Planimetrie von Kambly ..., die bei der Königlichen Universitäts- und Verlagsbuchhandlung von Ferdinand Hirt in Breslau erschien.
Die auf Initiative der Frauenrechtlerin Hedwig Kettler zu Ostern im Jahr 1900 eröffneten „Gymnasialkurse für Mädchen“, aus denen mit der Sophienschule das erste Mädchengymnasium Hannovers hervorgehen sollte, wurden anfangs von Hermann Roeder geleitet.
Zum 1. Oktober 1900 wurde Roeder in Hannover zum Direktor der zunächst Realschule III genannten Schule berufen, die spätere Lutherschule, die unter Hermann Roeder im Jahr 1906 in Oberrealschule II umbenannt wurde.

## Schriften (Auswahl)
- Aufgaben aus der ebenen Trigonometrie, Breslau: Hirt, 1892.
- Auflösungen der Aufgaben aus der ebenen Trigonometrie, Breslau: Hirt, 1893.
- Trigonometrie. Kambly-Roeder Trigonometrie. Vollständig nach den preußischen Lehrplänen von 1892 bearbeitete Ausgabe der Trigonometrie von Kambly. Lehraufgabe der Ober-Sekunda und der Prima. Unter Voranstellung der Planimetrischen Lehraufgabe der Ober-Sekunda, Breslau: Hirt, 1895.
- Kurzer Bericht über den Bildungsgang der einzelnen Mitglieder des jetzigen Lehrerkollegiums der Realschule III, Hannover: 3. Realschule, 1901, S. 14–16.
- Planimetrie. Nach den preußischen Lehrplänen von 1901 bearbeitete Ausgabe der Planimetrie von Kambly. Ausgabe A: Für Gymnasien, Breslau: Hirt
  - Lehraufgabe der Quarta bis Unter-Sekunda, 1904.
  - mit Albrecht Thaer (Bearb.): Planimetrie. Ausgabe A für Gymnasien, Breslau: Hirt, 1909.
- Der Koordinatenbegriff und einige Grundeigenschaften der Kegelschnitte. Zunächst eine Ergänzung zur Neubearbeitung der Planimetrie von Kambly. Zum Gebrauch an Gymnasien. Mit 38 Figuren, bearbeitet von Prof. Hermann Roeder, Direktor zu Hannover, 2. vermehrte Auflage, gedruckt in der neuen deutschen Rechtschreibung, Breslau: F. Hirt, 1902.
- Planimetrie. Nach den preußischen Lehrplänen von 1901 bearbeitete Ausgage der Planimetrie von Kambly, Breslau: Hirt, 1904:
  - Lehraufgabe der Quarta bis Unter-Sekunda / Kambly, Roeder. Ausgabe B: Für Realgymnasien, Oberrealschulen und Realschulen, 16. bis 22. Auflage (134. bis 140. Auflage der Kamblyschen Planimetrie)
  - Beilage: Mit Übungsaufgaben und zwei Anhängen Trigonometrische und stereometrische Lehraufgabe der Unter-Sekunda (Prima der Realschule),
- mit Hermann Roeder (Mitarbeiter): Mathematisches Unterrichtswerk, Teil 4, Ausgabe B: Stereometrie / Kambly-Roeder. Neu bearbeitet von Albrecht Thaer. Für Oberrealschulen, Realgymnasien und Gymnasien mit mathematischem Reformunterricht.